# Gyratrix proaviformis
Gyratrix proaviformis är en plattmaskart som beskrevs av Tor Karling och Schockaert 1977. Gyratrix proaviformis ingår i släktet Gyratrix och familjen Polycystididae. Inga underarter finns listade i Catalogue of Life.